# Scuba Dive
Scuba Dive è un videogioco pubblicato nel 1983 da Durell Software per i computer ZX Spectrum, Commodore 64 e Oric, con protagonista un sommozzatore impegnato nella ricerca di tesori sottomarini.

## Modalità di gioco
La seguente descrizione si riferisce principalmente alla più nota versione ZX Spectrum, sulle altre si ha minore documentazione e sono generalmente meno complesse.
Il gioco consiste nel controllo del sommozzatore che si tuffa da una barca e nuota in profondità attraverso il mare pullulante di creature marine per raccogliere perle sul fondale. La scena è bidimensionale, vista di profilo e l'ambiente marino è molto più grande dello schermo, con scorrimento a scatti della visuale.
Tutte le creature, tra cui squali, piovre e pesci più piccoli, sono letali al contatto, mentre urtare i fondali stordisce momentaneamente e fa perdere i tesori raccolti.
Su ZX Spectrum il sommozzatore si controlla tramite rotazione graduale in tutte le direzioni, accelerazione e decelerazione, alla maniera di Asteroids, mentre sugli altri computer il controllo è ridotto al tradizionale movimento diretto solo in orizzontale e verticale.
La scorta di ossigeno è limitata e visualizzata da una barra indicatrice, ma può essere ricaricata tornando alla barca, che nel frattempo può essersi spostata.
Sul primo fondale si trovano le ostriche, che si aprono e chiudono periodicamente; le perle si possono raccogliere solo dalle ostriche aperte, e il punteggio è registrato solo quando si riportano alla barca. Attraverso un'apertura sul fondale, protetta da una piovra che apre e chiude i tentacoli, si può accedere a una caverna sottomarina, che ospita ostriche più grandi, con perle di maggior valore, ma letali se si richiudono sul sommozzatore.
Scendendo alle massime profondità attraverso un ulteriore passaggio si entra in un vasto labirinto di strette caverne, dove si trovano anche scrigni di tesori e bombole di ossigeno extra. Il labirinto può assumere una tra varie forme possibili, determinata casualmente a ogni partita.

## Critica
La versione ZX Spectrum ottenne valutazioni molto buone dalle riviste dell'epoca, sotto tutti gli aspetti eccetto che per il sonoro quasi inesistente, divenendo tra l'altro "gioco del mese" su Personal Computer Games 4.
Le versioni per Oric e Commodore 64 furono invece poco significative, con notevoli semplificazioni grafiche e strutturali oltre che nel sistema di controllo; la cosa è abbastanza normale sull'Oric data la sua inferiore capacità di memoria, mentre è più deludente la versione sul Commodore 64 che avrebbe invece maggiori potenzialità.